# M33 (elmetto)

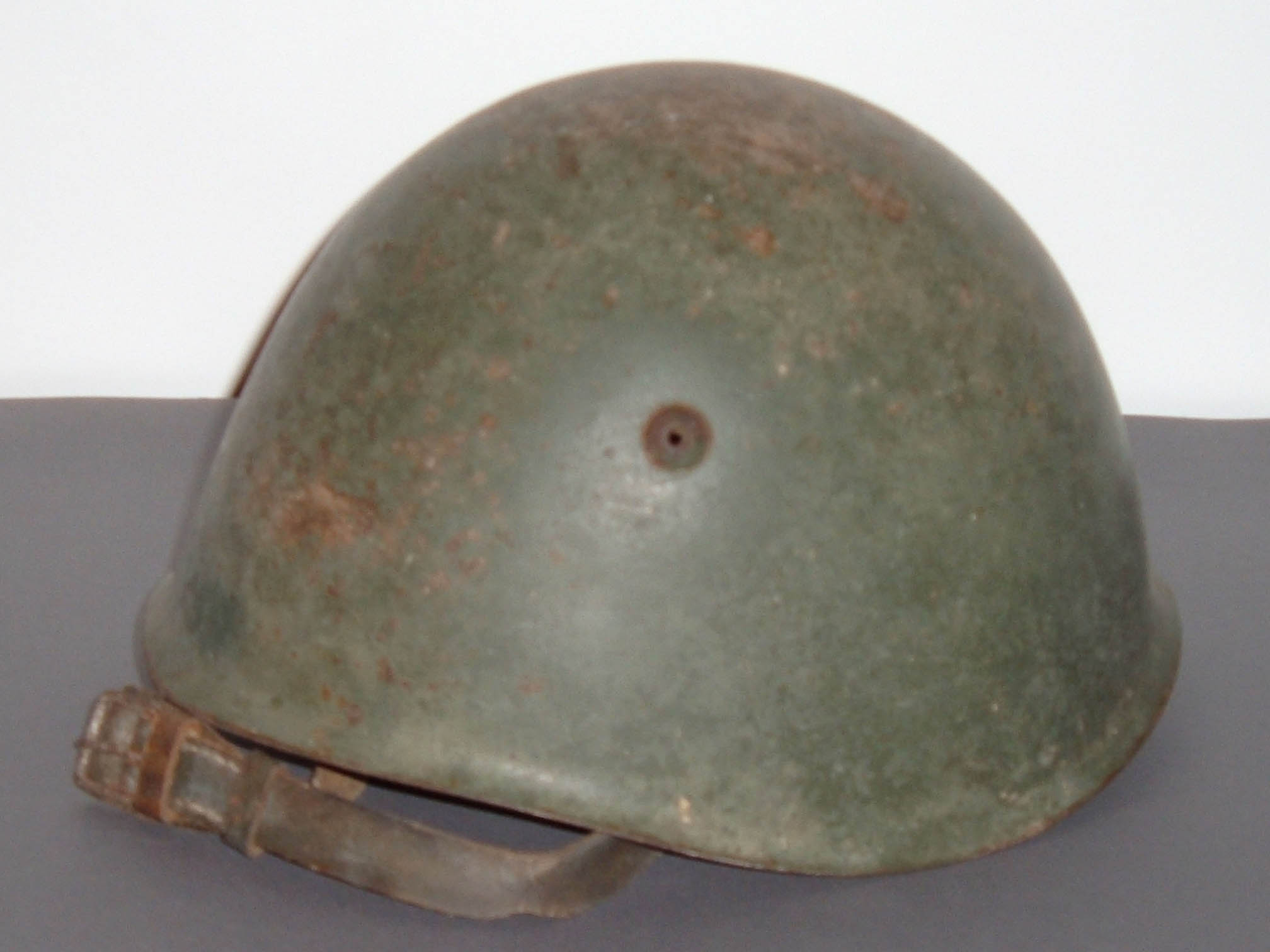
L'elmetto italiano M33 del periodo bellico (1940 - 1945)

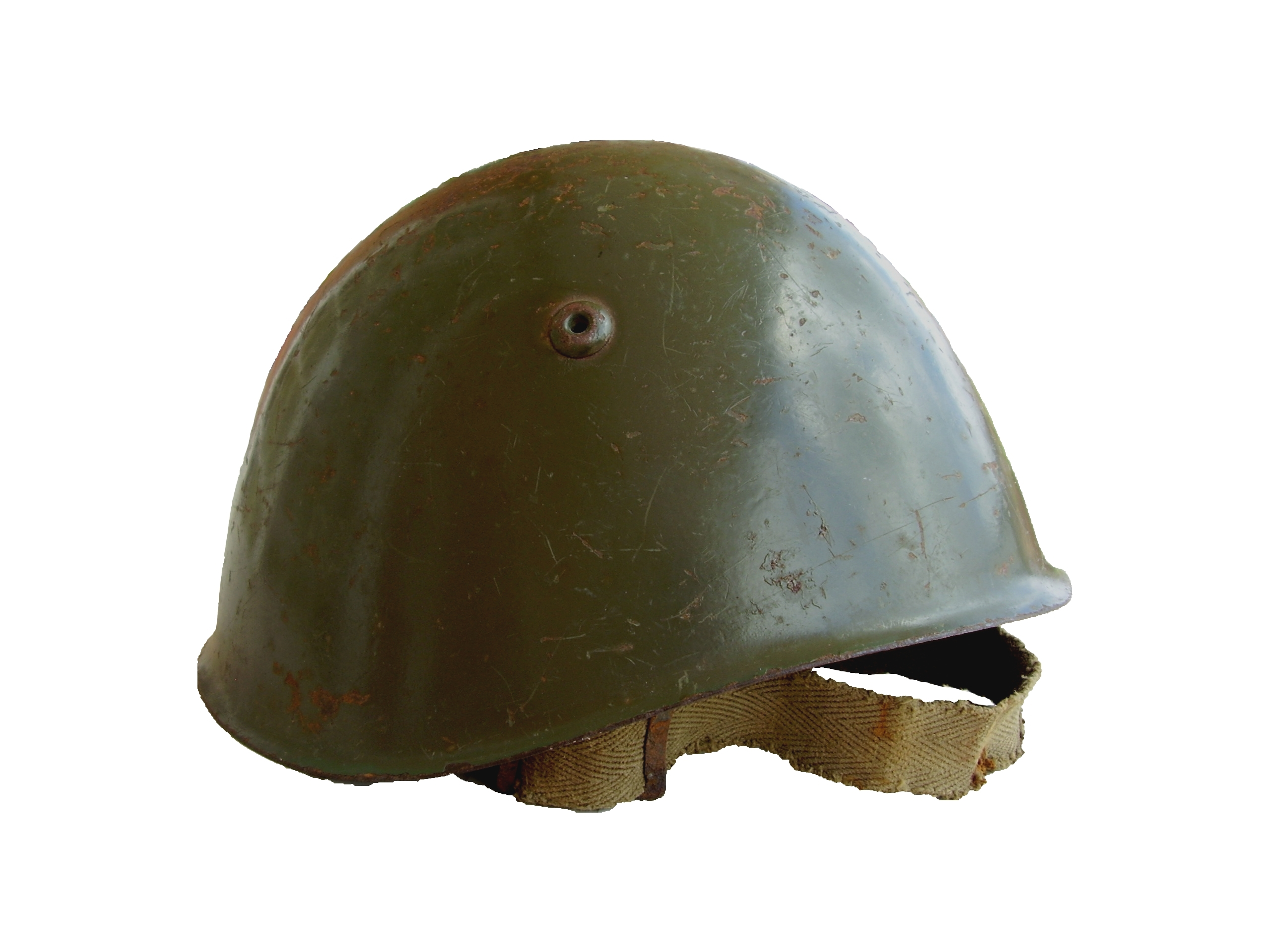
L'elmetto italiano M33 del periodo postbellico.

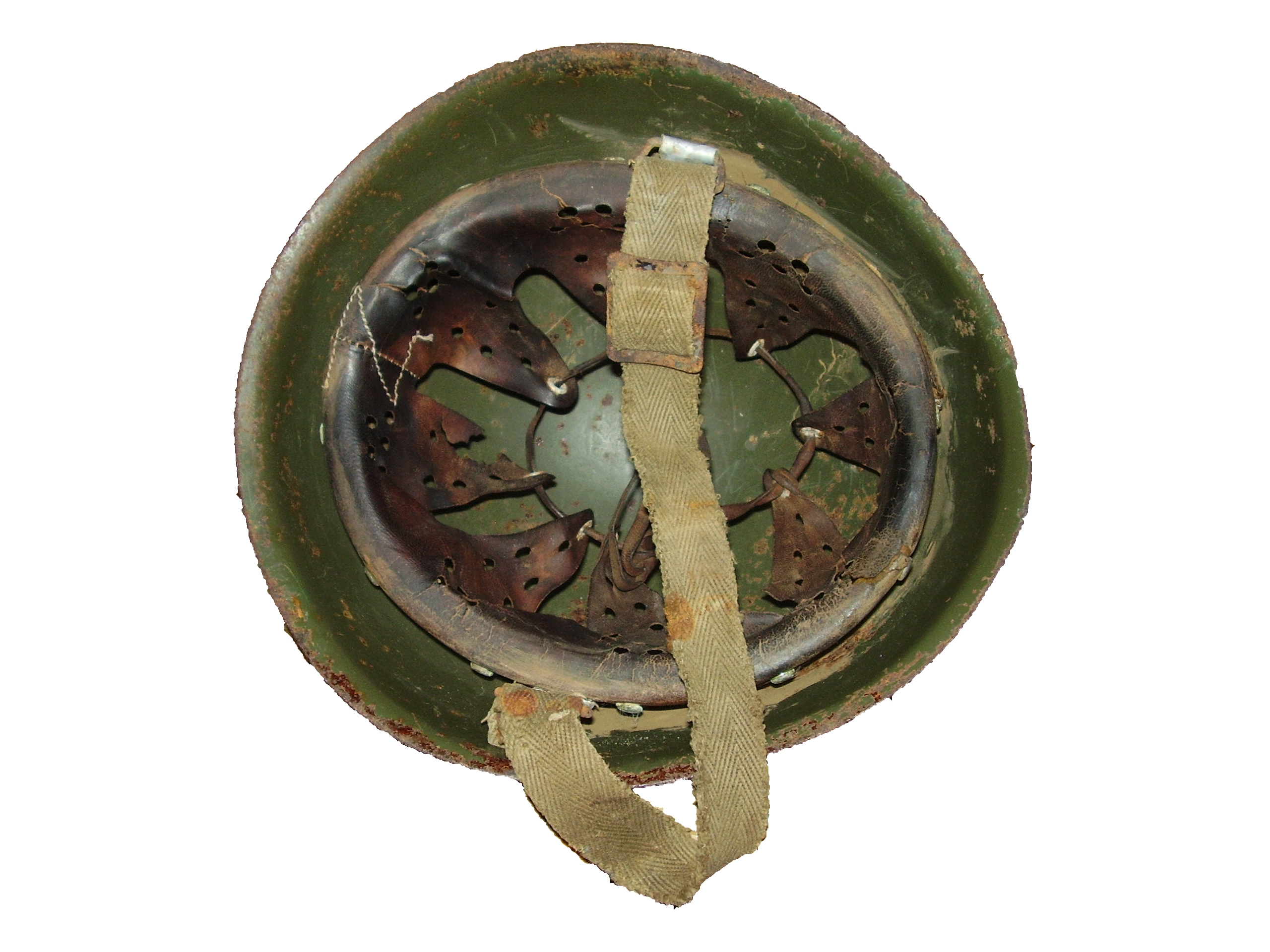
Interno di un elmetto M33 postbellico (dalla seconda metà degli anni settanta agli anni ottanta)

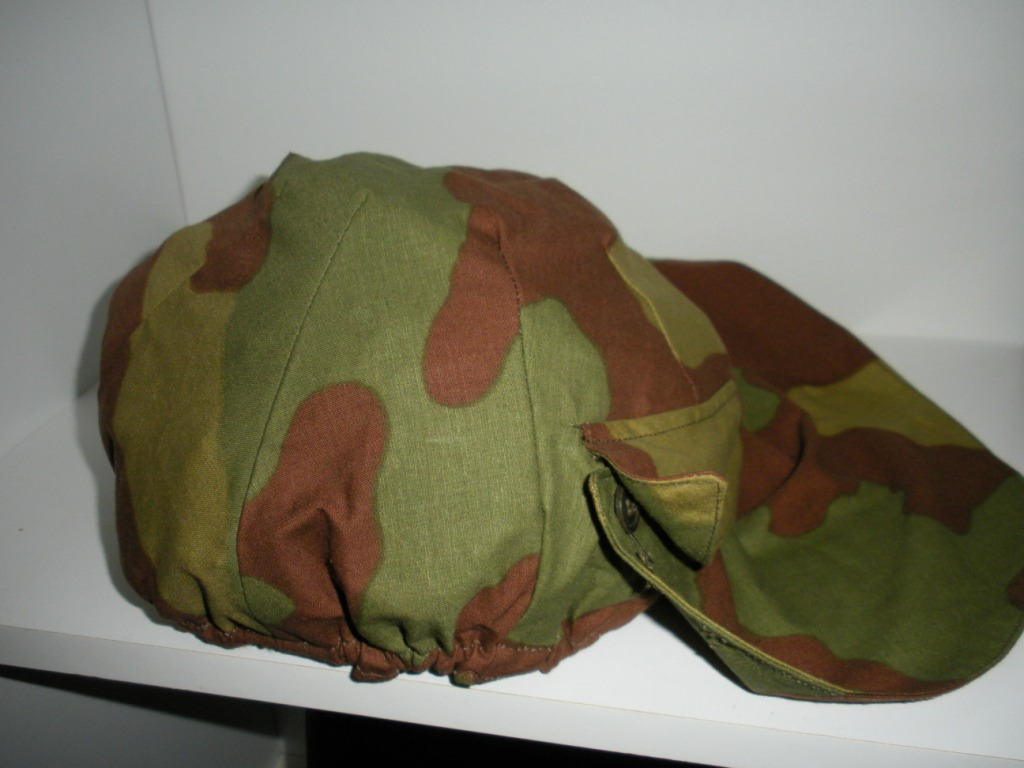
Telino per elmetto italiano da parà

L'M33 (Modello 1933) è stato l'elmetto standard del Regio Esercito e dell'Esercito Italiano.

## Storia
Nato dalla riprogettazione dell'M31, fu utilizzato dalle forze armate italiane dalla metà degli anni trenta agli inizi degli anni novanta del novecento
Alcuni ritengono che il progettista dell'M33 sia stato l'ingegnere ungherese Nicolas Leszl, direttore della Smalteria e Metallurgica Veneta di Bassano del Grappa (dal 1925 al 1952) che rielaborò il mod. 31, progettato dall'ing. Guido Rosso dell'Arsenale di Torino. Secondo altri la progettazione del mod. 33 si deve all'ing. Guido Rosso già creatore del mod. 31. Tuttavia non si può escludere una collaborazione tra i due ingegneri nella creazione del mod. 33.
Risultato subito semplice, compatto ed efficace nella protezione, è rimasto in dotazione all'esercito italiano sino agli inizi degli anni novanta, poi sostituito dagli elmi in kevlar. Probabilmente i quantitativi di elmetti M33 rimasti a disposizione del nuovo esercito nel dopoguerra dovevano essere davvero ingenti se si optò per la continuità nel suo utilizzo. 
L'M33 ha ispirato altri elmetti di altre nazioni. In particolare la Bulgaria che lo ha pressoché copiato, la Polonia che ha però copiato solo la struttura interna o la Cecoslovacchia per la struttura interna del suo M53. Altri Paesi si sono ispirati all'M33 per alcuni aspetti. Nello stampaggio di questo elmetto è stato usato un acciaio composto da manganese, nichelio e carbonio. Si tratta di un acciaio "duro" e magnetico. È stato un ottimo elmetto da combattimento, efficace e resistente, a differenza del precedente mod. 16 che andò a sostituire. Il mod. 16 infatti aveva qualità balistiche inesistenti ed era inferiore per qualità al già scarso mod. Adrian di origine francese. Il mod. 16 comunque restò in servizio per alcuni reparti di seconda linea (ad es. difese costiere).

## Parti caratteristiche dell'elmetto M33
- Guscio: è in acciaio ad alto contenuto di nichel e manganese, spesso 1,3 mm, stampato con bordo leggermente estroflesso privo di ribattitura, studiato per resistere a pallette di shrapnel lanciate alla velocità di 300 m/s (a titolo di confronto, il precedente mod. 16 poteva resistere solo alle pallette lanciate a 100 m/s)[1];
- Visiera: poco pronunciata, è costituita dalla leggera sagomatura del guscio e termina a punta;
- Coprinuca: non è evidenziato; il bordo estroflesso del guscio prosegue nella parte posteriore con la stessa forma presente nelle parti laterali;

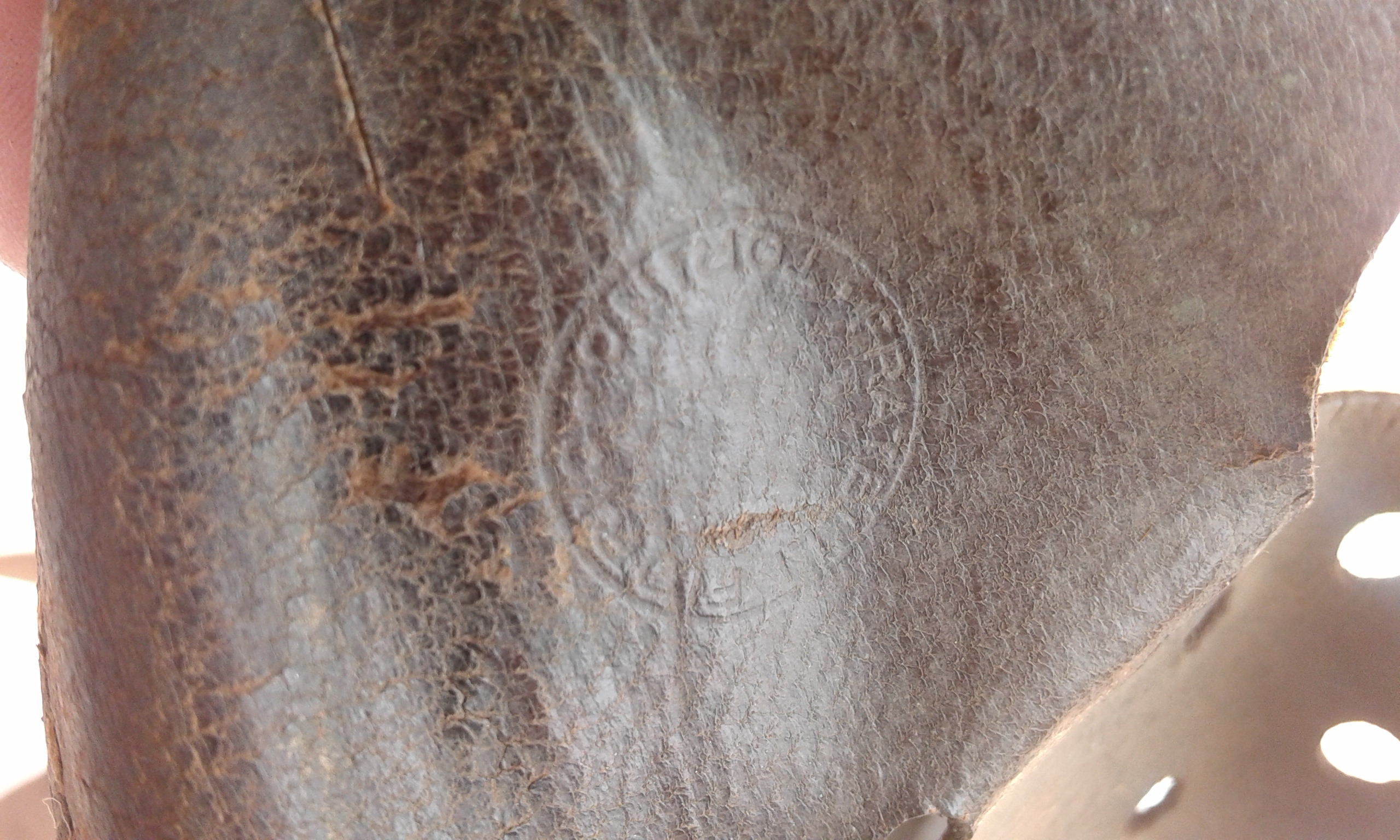
Il timbro a secco della Conceria F.lli Fiorio di Torino su una cuffia bellica

- Imbottitura o cuffia: è realizzata in pelle (i manuali di arsenale parlano di pelle di capra) ed è fissata tramite dodici fermacampioni ad un anello metallico elastico a sua volta fissato, con ribattini, ad un elemento metallico rigido a ferro di cavallo solidale all'interno del guscio; l'imbottitura di pelle è suddivisa in otto spicchi uniti da un laccio, anch'esso di cuoio, necessario per tenere fermi gli otto spicchi. Alla sommità di ciascun spicchio è presente un anello metallico nel foro attraverso cui scorre il laccio per tenere uniti gli spicchi. Nelle cuffie iniziali tale rinforzo metallico è assente. La cuffia è traforata da una serie di fori che agevolano lo scambio di aria. La cuffia presenta la parte posteriore opportunamente rinforzata da una cucitura che può avere forme diverse come ad esempio a zeta, a linee parallele, a clessidra oppure può non essere presente alcun rinforzo. Le ultime due caratteristiche sono infrequenti. Generalmente nel periodo bellico le cuciture di rinforzo erano a zeta o a linee parallele mentre nel periodo postbellico erano a zeta. Il colore della cuffia può essere diverso. Si conoscono i nomi di alcune fabbriche che producevano queste cuffie in epoca bellica come la F.lli Fiorio di Torino, la S. Maggiani di Torino, la Sinigagliesi di Torino e la A. Rejna di Milano. Queste fabbriche spesso timbravano le loro cuffie con timbri a secco ed anche ad inchiostro. Il timbro a secco della Conceria F.lli Fiorio di Torino su una cuffia bellica Le cuffie erano prodotte in sette taglie, dalla 55 alla 61. La taglia della cuffia è indicata sulla cuffia stessa attraverso numeri alti circa 2 cm opportunamente traforati nella cuffia stessa generalmente all'altezza dell'attacco destro del soggolo (indossando l'elmo). Il feltro cui la cuffia è cucita era in colore arancio (ovvero giallo cannella come definito nei manuali di arsenale) o anche giallo arancio in epoca bellica, mentre in quella postbellica in giallo arancio, in giallo o più raramente in bianco. La Marina militare molto spesso ha usato sui suoi elmetti cuffie di arsenale cioè realizzate in arsenale manualmente.
- Sottogola o soggolo: quello bellico è in cuoio in due pezzi grigioverde con fibbia tinta in grigioverde per la chiusura, è fissato agli attacchi con due ribattini per lato, gli attacchi (o anelli) (di forma rettangolare per gli elmetti prodotti fino al 1945) sono fissati mediante una piastrina in alluminio all'anello metallico dell'imbottitura, dalla metà degli anni cinquanta circa si ha un nuovo sottogola in un unico pezzo di tela di cotone color sabbia della larghezza di 2,50 cm, rivettato da un lato con due rivetti in colore marrone rossiccio, poi oliva, con una fibbia metallica cachi o verde oliva (simile a quella utilizzata sugli elmi MK inglesi) scorrevole, dal 1975 circa il sottogola assume il colore verde oliva. Vasta è stata la produzione dei soggoli color sabbia, tant'è che spesso sono presenti anche sugli elmi ricondizionati nelle nuove livree (anni sessanta fino alla dismissione). Gli anelli cui il soggolo in canapa è ancorato hanno una forma trapezoidale. Tuttavia questo tipo di anello compare più tardi della comparsa del soggolo in canapa, tant'è che sugli elmetti degli anni cinquanta spesso il soggolo in canapa è ancorato agli anelli rettangolari. Sono stati riscontrati anche soggoli in canapa di larghezza inferiore a quella standard che si adattano perfettamente agli anelli rettangolari. In genere questi soggoli sono stati riscontrati proprio fissati a questi anelli rettangolari in elmi datati (anni "50) segno evidente che dovettero appartenere alle iniziali forniture di soggoli in canapa. La Marina Militare in epoca postbellica ha usato soggoli identici a quelli bellici ma in colore cachi e con mentoniera tonda rivettati all'elmo nella stessa maniera dei bellici, come si vede nella foto sopra. Ha altresì usato soggoli di arsenale lasciati in color cuoio naturale e di foggia diversa dai soggoli bellici e rivettati all'elmo con un solo rivetto di grandi dimensioni. L'Aeronautica in epoca postbellica ha usato soggoli in pelle simili ai bellici ma in colore blu. Ha usato anche altri tipi di soggoli in pelle. La Guardia di Finanza in epoca postbellica ha spesso usato un soggolo in cuoio scorrevole (come quello in canapa) in colore grigioverde ma di larghezza inferiore e con fibbia diversa nel disegno da quella standard per il soggolo in canapa.
- Aerazione: i fori sfiatatoi sono presenti nel guscio in numero di tre, uno posteriore e due in posizione latero-frontale, attraverso cui venivano inseriti i rivetti di sfiato in acciaio che servivano, oltre ad aerare l'interno dell'elmo, anche a fissare a quest'ultimo la struttura interna mediante l'apertura "a fiore" della loro parte posteriore. Questi rivetti di sfiato o meglio "coppiglie a bottone" come definiti nei manuali di arsenale dedicati proprio alla descrizione e montaggio dell'elmetto, presentano forme diverse a seconda dei periodi in cui vennero introdotte. Il primo tipo di rivetto di sfiato o coppiglie a bottone presenta due soli petali per il fissaggio e venne ben presto sostituito da quello con un piccolo scalino con otto petali. Molto più solido e stabile del precedente è il rivetto più caratteristico degli elmi bellici accanto a quello di forma troncoconica e a quello più bombato con ridotta svasatura. Nel periodo postbellico venne introdotto un rivetto molto bombato e svasato simile a quello bombato bellico. Questi rivetti di sfiato venivano applicati con un'apposita pinza rivettatrice che apriva a fiore la parte posteriore del rivetto determinando il fissaggio della struttura interna reggicuffia al guscio. Spesso, a causa della mancanza di questa apposita pinza, i rivetti di sfiato (o coppiglie a bottone) venivano applicati facendo uso del martello. In epoca postbellica sono stati utilizzati, sebbene in misura limitatissima, anche rivetti di sfiato in alluminio simili nella forma ai rivetti postbellici ma dalle dimensioni più contenute. L'utilizzo di questi particolari rivetti di sfiato in alluminio si è riscontrato, in particolare, per gli elmetti dell'Aeronautica.

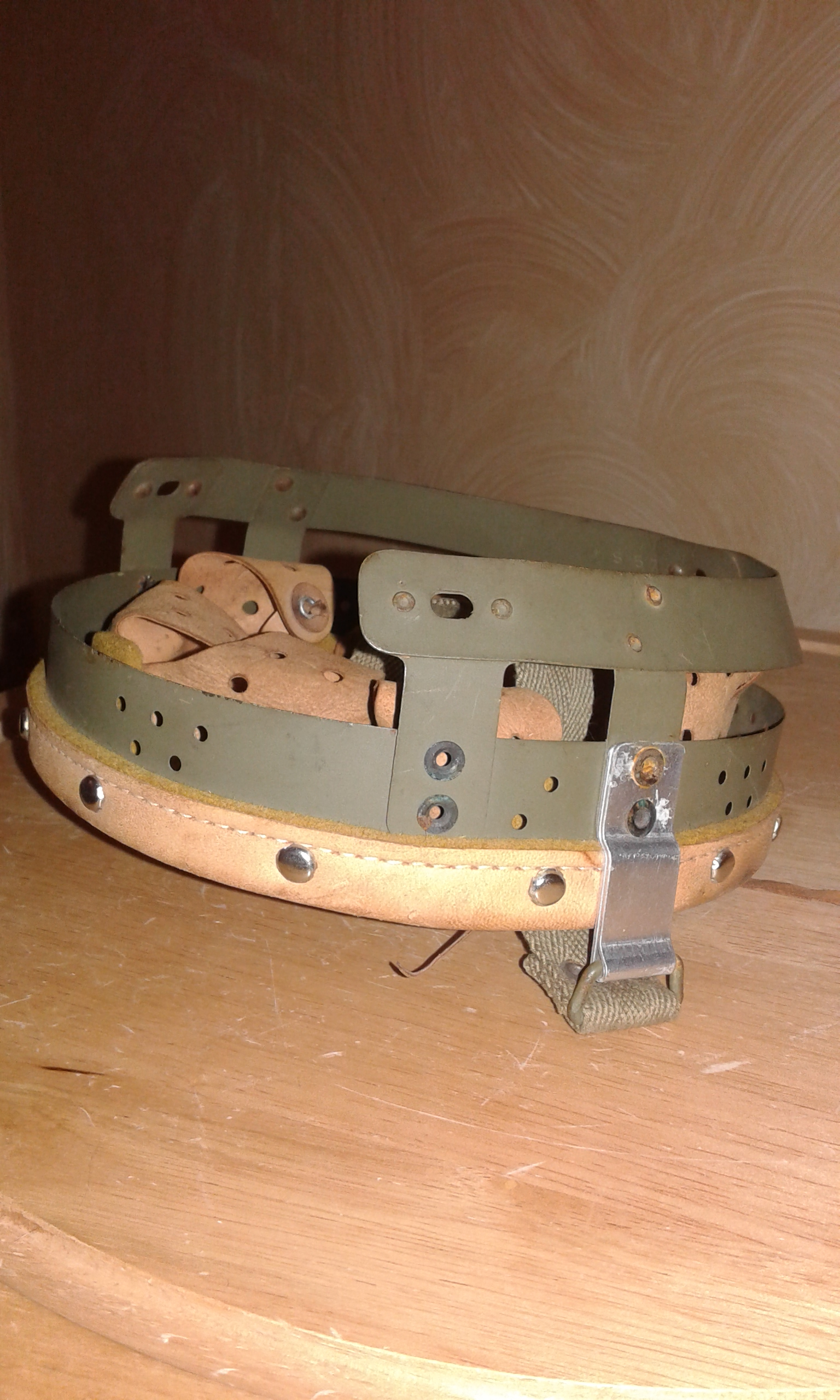
Scheletratura Interna dell'elmetto M33.
Da notare il sistema di fissaggio della cuffia nonché le molle di congiunzione, i fori di applicazione al guscio e le piastrine di alluminio che inglobano gli anelli reggisoggolo

- La struttura interna o scheletratura: la struttura interna dell'elmetto era composta da un semicerchio superiore in metallo rigido e un cerchio inferiore in metallo elastico. Questi erano uniti per mezzo di cinque staffe o molle metalliche e precisamente due per ciascun lato e una posteriore attraverso rivetti. La superiore veniva fissata al guscio con i tre rivetti di sfiato come già detto. Infatti nel cerchio superiore erano presenti tre fori per questo montaggio. Il cerchio inferiore si presentava distanziato dalla circonferenza dell'elmo e questo accorgimento era importante per evitare traumi al capo. Sul cerchio inferiore veniva fissata la cuffia mediante dodici ferma campioni che venivano inseriti attraverso i dodici fori appositamente realizzati in questo cerchio inferiore. In questo cerchio erano altresì praticati appositi fori che andavano poi a combaciare con quelli della cuffia migliorando la traspirazione. Sui lati del cerchio inferiore in corrispondenza della seconda staffa o molla laterale venivano poi rivettate le piastrine in alluminio in cui erano inglobati gli anelli metallici che reggevano il soggolo. Le scheletrature belliche erano colorate in grigioverde mentre quelle postbelliche sono in livrea oliva. Anche le scheletrature belliche hanno subito ricondizionamenti in epoca postbellica. Questa struttura interna rappresentò una vera innovazione per gli elmi da combattimento dell'epoca.

Taglie
Il guscio è stato prodotto in sole tre taglie. Ogni taglia del guscio ha dimensioni differenti, dalla più grande (la prima) alla più piccola (la terza). La taglia dell'elmo (non del guscio) generalmente è incisa sulla scheletratura interna nella zona corrispondente al rivetto di sfiato posteriore. A tali fondamentali taglie del guscio si adattavano all'interno le scheletrature di specifiche taglie e precisamente:
- Taglia I^ del guscio: scheletrature in taglia 59, 60 e 61;
- Taglia II^ del guscio: scheletrature in taglia 57 e 58;
- Taglia III^ del guscio: scheletrature in taglia 55 e 56.

### Colore o livrea

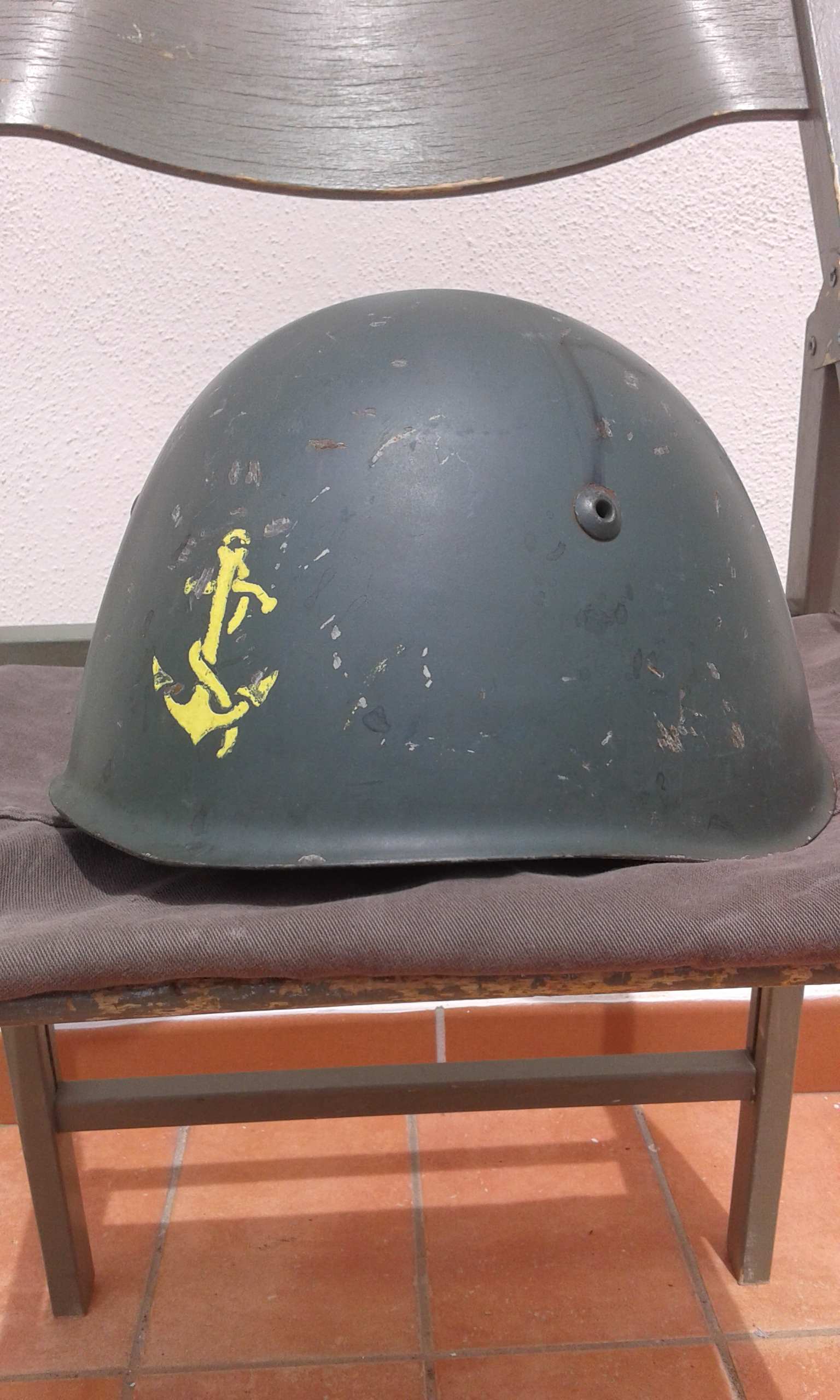
Elmetto postbellico della Marina.

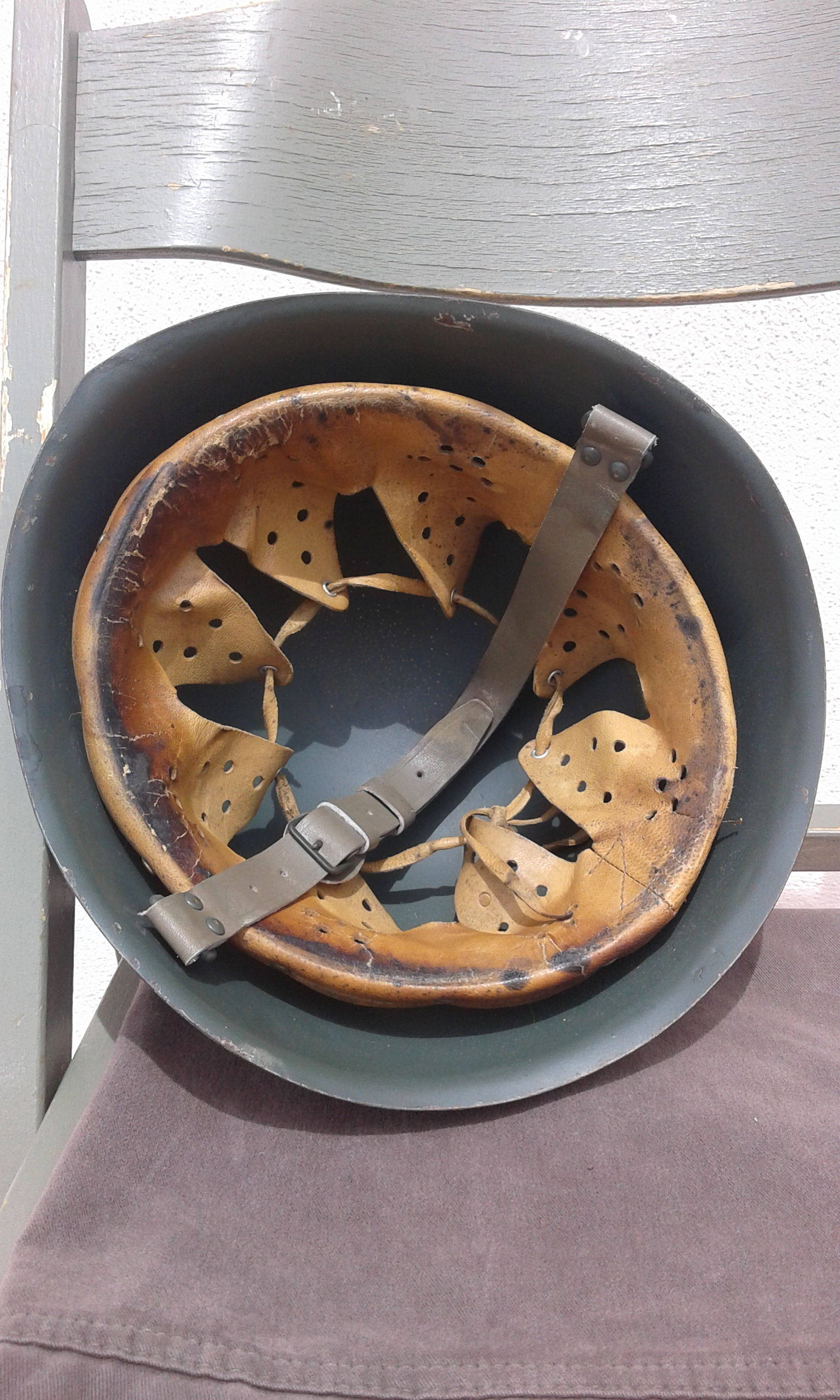
Interno dello stesso. Notare il soggolo cachi ad oggi riscontrato solo su questa tipologia di elmi.

Nel periodo dal 1933 al 1945, RSI compresa, la colorazione è grigioverde chiara poi dal 1940 diventa grigioverde scuro. Nel periodo della RSI si sono riscontrati anche elmetti in livrea verde scuro. Inoltre sempre nel periodo RSI si fece uso di schemi mimetici sugli elmetti. Livree mimetiche sugli elmetti M33 si sono riscontrate anche per il fronte orientale (bianco) e per il teatro africano (giallo sabbia). 

Nel dopoguerra la livrea resta per alcuni anni ancora grigioverde scuro per poi essere soppiantata da una livrea cachi rossiccia, quest'ultima collocabile approssimativamente agli anni cinquanta. Negli anni sessanta la livrea diventa verde oliva per poi subire un'ulteriore trasformazione (sebbene non generalizzata) nella livrea (verde scuro) a partire dalla metà degli anni settanta con l'adozione delle mimetiche monocolore (le cosiddette "verdone"). Si tratta di confini non ancora ben delineati tra i periodi di adozione delle varie livree atteso che diversi esemplari riscontrati oggigiorno presentano entrambe le livree (ad es. il coppo in cachi rossiccio e l'interno in oliva ovvero il coppo in oliva e l'interno in verde scuro). 

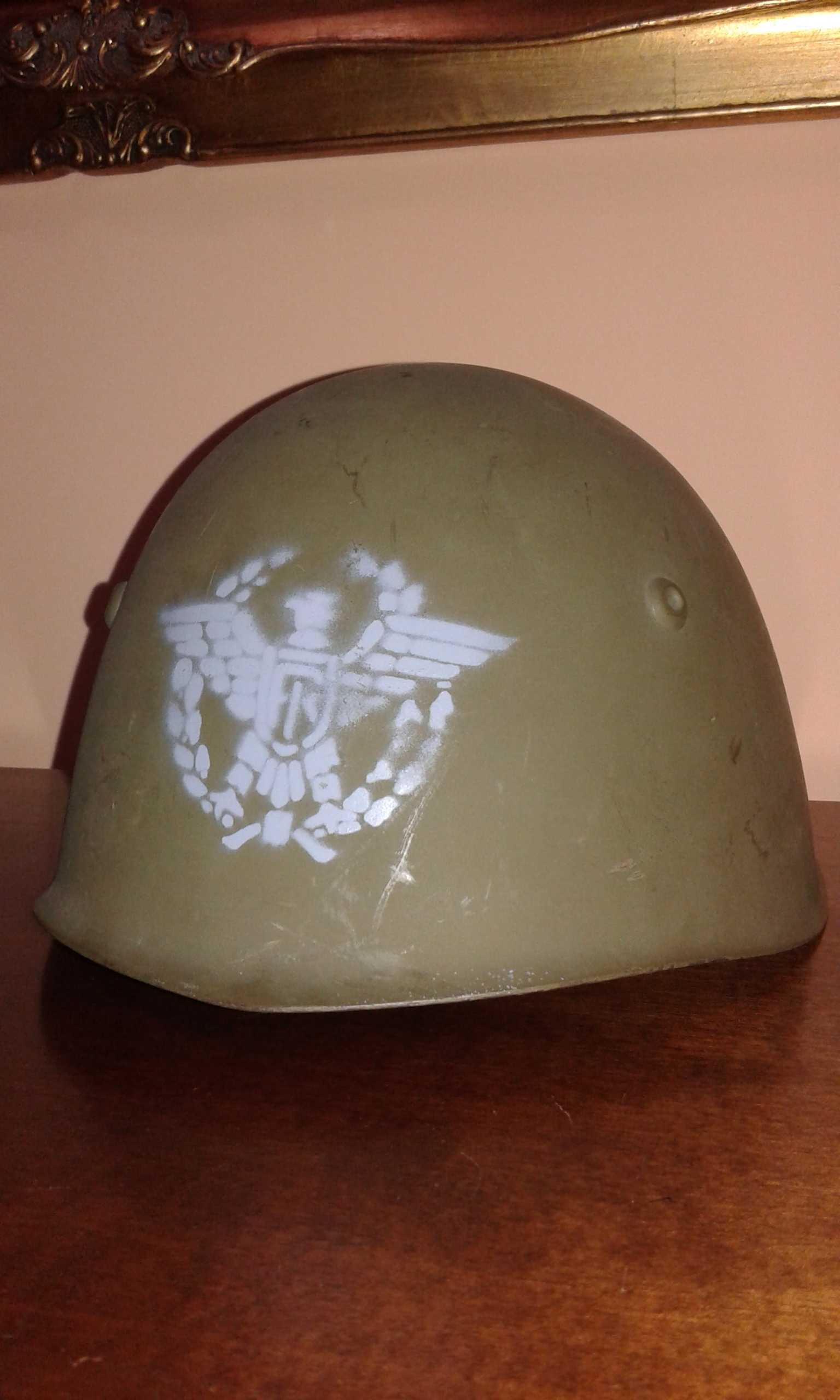
Elmetto M33 degli anni '60 in livrea verde oliva con fregio regolamentare da generale di divisione

Nel dopoguerra per l'esercito è stata riscontrata anche una livrea sabbia molto chiara. Per l'Aeronautica la livrea è in blu scuro per poi passare a un blu lucente sino ai primi anni ottanta e trasformarsi poi in una livrea verde grigiastra. L'aeronautica ha utilizzato anche l'ordinaria livrea oliva. La Marina ha usato livree grigioverdi e grigie oltre a livree verdi (dal verde finestra al verde scuro). Talvolta sono state usate livree di diverso colore per contrassegnare gli elmetti di determinati compiti (ad es. rosso, giallo, bianco)

### Accessori dell'elmetto M33

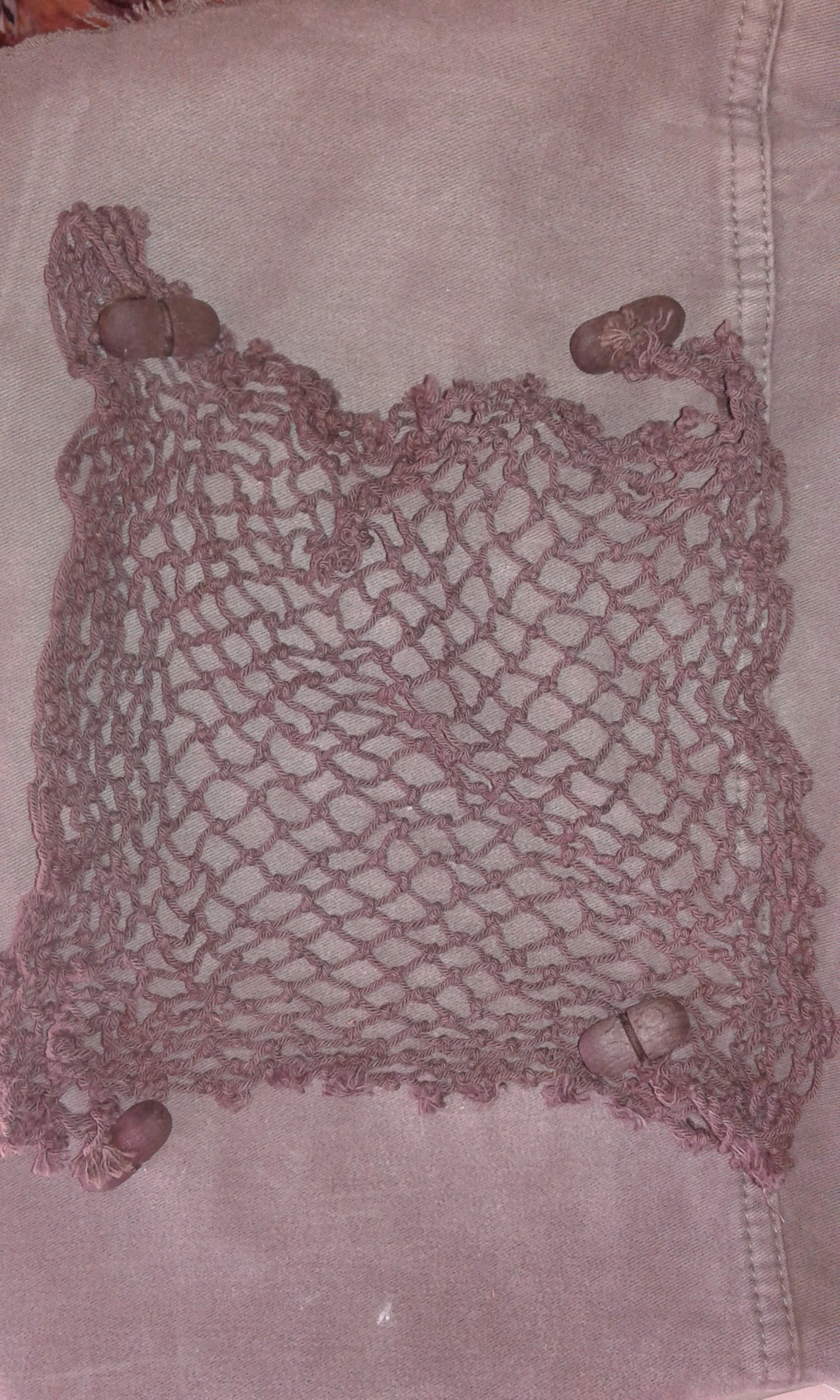
Esempio di retino postbellico per l'elmetto M33 con i quattro fermi in legno scuro (taglia grande)

- Retino: in epoca postbellica l'elmo poteva essere mimetizzato con un retino (adottato nel 1956/57). Il retino era confezionato in cotone di colore marrone scuro e dotato di quattro fermi in legno e veniva applicato sull'elmo fissandolo mediante i quattro fermi che si inserivano all'interno dell'elmo incastrandoli negli spazi tra l'elmo e la struttura interna reggicuffia. Era prodotto in due taglie (grande e piccola). I fermi in legno erano in legno chiaro per la taglia piccola e in legno scuro per la taglia grande. Era dotato di lacciuolo sempre in cotone marrone scuro posto alla base del retino che serviva per stringere la base del retino così da renderlo maggiormente aderente all'elmo. Il retino non era preventivamente trattato con prodotti antimuffa pertanto una prolungata esposizione ad ambienti umidi ne comprometteva l'integrità. Negli anni settanta e ottanta il retino è stato usato in abbinamento ad un anello di camera d'aria di camion che veniva fissata alla base dell'elmo con retino già applicato così da rendere perfettamente stabile l'applicazione del retino. Infatti il sistema dei fermi di legno non era un sistema stabile, perché spesso i fermi si disincastravano compromettendo la stabilità del fissaggio.

Porta Piumetto: è un elemento mobile in metallo e pelle per il fissaggio laterale del piumetto dei Bersaglieri
- sostegno per nappina: è un elemento mobile in metallo per il fissaggio laterale della nappina degli Alpini
- Telino: è una copertura dell'elmetto in tela, di color verde oliva o del colore della divisa mimetica; sul telino poteva essere applicata la rete per migliorare il camuffamento.

### Il fregio
Nel periodo bellico
In epoca prebellica gli elmetti erano regolarmente fregiati sul frontale con un fregio generalmente realizzato in vernice nera con apposita mascherina metallica. Con l'entrata in guerra dell'Italia, il fregio venne abolito per ragioni mimetiche anche se questa abolizione non incise sulla persistenza del fregio sugli elmetti. I fregi in epoca bellica vennero anche realizzati artigianalmente. La Marina ha usato sui suoi elmetti fregi realizzati con vernice attraverso l'apposita mascherina ovvero ha usato anche delle decal che riproducevano l'ancora coronata.Solo inizialmente sono stati usati fregi in galalite. Anche l'Aeronautica ha usato fregi realizzati con vernice usando l'apposita mascherina metallica. Caso a parte si segnala per gli appartenenti del CAI in Belgio, dove l'elmo è fregiato con una decal sul frontale e con uno scudetto tricolore sempre a decal lateralmente. Fregi hanno avuto anche la Polizia e i Carabinieri. Per questi ultimi si sono avute fondamentalmente due tipologie di fregio: il mod. 1936 (fino al 1938) e il mod. 1938 (dal 1938 in poi), quest'ultimo è quello più noto usato anche nel dopoguerra senza il monogramma "VE". Per i Carabinieri il fregio era generalmente in argento sugli elmi bruniti e in nero sugli elmi in grigioverde. Anche la Milizia Fascista ha avuto particolari fregi, in decal, sugli elmetti, come particolari fregi ugualmente a decal vennero usati sugli elmetti nel periodo della RSI. Le SS italiane, come documentano le foto d'epoca, non avevano fregi sugli elmetti (scudetti bianchi con le rune nere e scudetti tricolori), fatta eccezione per l'unica foto che ritrae militari italiani delle SS a Mariano Comense, passati in rassegna dal generale delle SS Karl Wolff e dal maresciallo Graziani nel 1944, che presentano scudetti bianchi con le rune sugli elmetti. L'analisi fotografica comproverebbe che si tratta solo di scudetti di carta realizzati per l'occasione. 
Nel dopoguerra

Nel dopoguerra i fregi per elmetto vengono ridisegnati assumendo forme più armoniose e tondeggianti e adottati nell'esercito a partire dal 1951. Il fregio veniva realizzato con apposite mascherine metalliche traforate manualmente che venivano agganciate all'elmo attraverso appositi ancoraggi che si appoggiavano ai due rivetti di sfiato anteriori. Ragioni contingenti, dovute alla mancanza di mascherine metalliche, determinavano l'utilizzo di altri supporti per la realizzazione dei fregi. Si sono riscontrati anche fregi realizzati manualmente. L'Aeronautica e la Polizia di Stato hanno utilizzato anche fregi adesivi. I Carabinieri hanno usato i fregi bellici privandoli però del monogramma reale VE che compariva all'interno della granata ovvero coprendo il monogramma con la vernice nera o argento del fregio ovvero con la vernice dell'elmo. La Marina ha anche utilizzato le decal del periodo bellico, private della corona reale. Per i fregi veniva generalmente usata la vernice nera. L'Aeronautica, la Marina e la Polizia hanno usato anche quella gialla. I reparti di sanità hanno continuato ad usare per un certo periodo di tempo il fregio bianco del periodo bellico. Quali insegne non regolamentari sono state riscontrate sugli elmi dell'esercito, sebbene di non generalizzato utilizzo, anche quelle tipiche degli elmetti M1 del personale di sanità americano durante la seconda guerra mondiale (in particolare 4 tondi bianchi con croce rossa all'interno disposti rispettivamente sul frontale, sulla parte posteriore e lateralmente). Tali insegne, però in forma quadrangolare, sono state riscontrate anche sugli elmetti blu in uso alla vigilanza armata dell'aeronautica (VAM) e applicate solo lateralmente. 

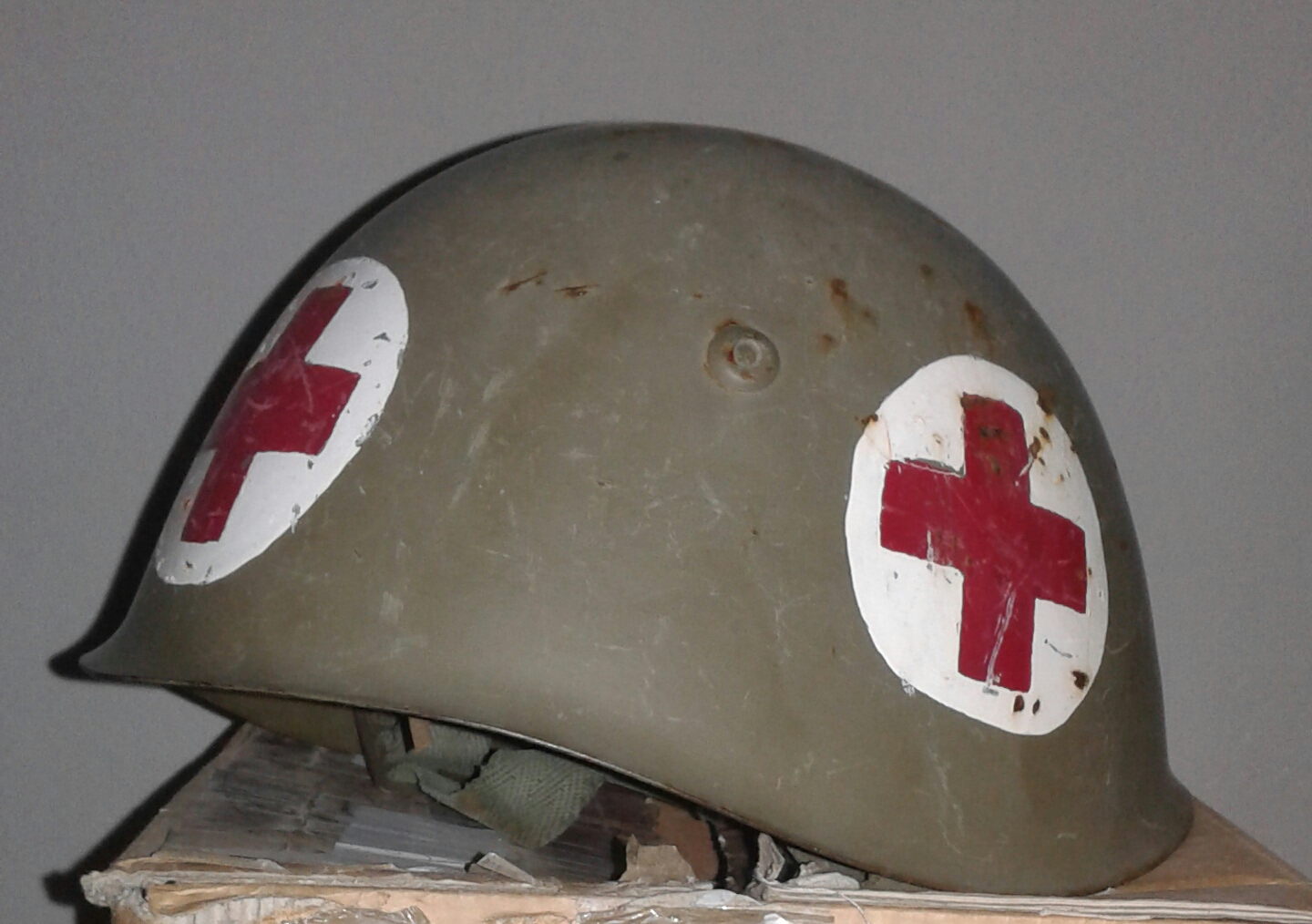
Elmetto M33 con insegne della croce rossa.

Nella missione Libano '82 si sono utilizzate sugli elmetti dei Carabinieri le insegne "MP" in caratteri vinilici adesivi neri. Nell'esercito il fregio regolamentare per gli elmetti verrà abolito definitivamente nel 1967.

## I codici alfanumerici
I codici del guscio
Non si hanno notizie di una produzione dell'elmetto M33 nel dopoguerra salvo alcuni esemplari di elmetti che per le loro particolari caratteristiche (falde larghe, assenza di codice nel guscio, codice MM sulla struttura interna) si conviene appartengano a una limitata produzione postbellica. È probabile che i quantitativi di elmetti utilizzati nel dopoguerra siano ascrivibili a produzioni prebelliche e belliche, come anche confermerebbe il riscontro dei medesimi codici di fabbricazione su elmetti bellici e su quelli postbellici. Probabilmente nel dopoguerra sono state prodotte le sole parti di ricambio (ad es. strutture interne, rivetti di sfiato, soggoli e cuffie). Né sono note con certezza le fabbriche che produssero l'elmetto M33 nel periodo prebellico e bellico, fatta eccezione per la Pignone di Firenze (codice P e PP) e la Smalteria e Metallurgica Veneta di Bassano del Grappa (codice B e BB). Per il codice M ed MM potrebbe trattarsi della ditta Moneta di Milano che già produsse l"elmetto M16 durante la prima guerra mondiale. La documentazione relativa alla fabbricazione di questo elmetto non è stata ancora reperita o rintracciata e questo spiega la scarsa conoscenza che oggi si ha delle fabbriche che hanno prodotto l'elmetto, così come è difficile stabilire il periodo di produzione di un determinato lotto partendo dal codice alfanumerico.
Pertanto lo studio dell'elmetto 33 si basa solo sugli esemplari disponibili. Queste varie fabbriche usavano un codice con cui contrassegnavano i lotti prodotti e tale codice seguito dalla numerazione del lotto spesso si riscontra sulla parte interna dell'elmo proprio nella zona della falda posteriore. I codici usati dai fabbricanti ad oggi conosciuti sono: B, BB, M, MM, P, PP, S, SS, F, T, AL, SRM, MRM, RM-M (gli ultimi tre sono tipici degli elmetti della Marina e ascrivibili rispettivamente al produttore S e al produttore M per gli elmi destinati alla Regia Marina). La numerazione dei lotti si ferma in genere nell'area del 260. Dubbi genera l'utilizzo del doppio codice S,SS, B,BB, M,MM, P,PP probabilmente usati dal medesimo produttore, come indurrebbe a ritenere il riscontro delle medesime caratteristiche grafiche usate nei codici (vedi ad esempio S ed SS). La ragione dell'utilizzo di questa doppia sigla non è ancora ben chiara. I detti codici sono stati da alcuni produttori usati talvolta con un'ancoretta (coronata o non) che precedeva o talvolta seguiva il codice; tale ancora probabilmente contrassegnava lotti destinati alla Marina. Furono prodotti anche elmetti privi di codice, assenza spesso riscontrata negli elmi della Polizia. In epoca postbellica sono stati riscontrati elmetti con codice abraso a seguito di ricondizionamento.
Frequentemente si riscontrano i codici M, MM, SS, il codice S, il P, il B e l'AL, meno frequenti sono il PP, il T, il codice F e il codice RM-M (quest'ultimo probabilmente è il codice iniziale del fabbricante M per contrassegnare i lotti di elmetti destinati alla Regia Marina, codice poi mutato in quello più noto di MRM). Probabilmente il maggior produttore di elmetti è stato il fabbricante P attesa la grande frequenza con cui si riscontra proprio questo codice. L'analisi dei codici che compaiono sugli elmetti 33 usati nella guerra civile spagnola induce a ritenere che vi fosse una progressione numerica nei codici, in quanto nella generalità dei casi riscontrati si tratta di codici di bassa numerazione. Il codice AL, inoltre, non supera le due cifre (ad es. AL28, AL29, AL31) e spesso non supera l'area del numero 30. La frequenza con cui si riscontrano i codici induce ad ipotizzare limitate produzioni di elmetti da parte dei fabbricanti F e T. La presenza di medesimi codici su elmetti ordinari e su elmi "declassati" (cioè forati sul frontale o sul coppo e, in alcuni casi, con entrambi i fori, proprio per evidenziare che avevano scarse qualità balistiche) induce a ritenere che i controlli di qualità avvenissero durante la produzione del medesimo lotto. Nell'ambito del medesimo codice si possono riscontrare anche differenze grafiche. Il codice M, sebbene sia un codice riscontrato su elmi bellici (spesso con le grazie), si è riscontrato anche sui postbellici, soprattutto nella versione senza "grazie". Ciò comprova che i fabbricanti di elmetti disponevano di tipologie grafiche differenti del medesimo codice utilizzato. 
I codici delle strutture interne
Le strutture interne dell'elmetto, fissate all'elmo con tre rivetti che fungono anche da rivetti di sfiato e sulle quali viene montata la cuffia per mezzo di dodici fermacampioni, presentano generalmente il codice alfabetico del produttore seguito dalla taglia della stessa struttura interna, che poi è quella della cuffia. Questi codici con la taglia sono posizionati in corrispondenza del foro posteriore dell'elmo. I codici di queste strutture interne sono: M, MM, B, S, T, FM, L, PMM, GB e J. In genere i codici FM e PMM sono stati riscontrati su elmi postbellici. Non sono note le fabbriche che producevano esemplari con questi codici, anche se le sigle corrispondenti a quelle dei gusci fanno supporre che il medesimo fabbricante dei gusci producesse anche le strutture interne (ad es. S, MM, M, T e B). Spesso le strutture interne belliche non presentano il codice alfabetico ma solo la taglia, sebbene i codici alfabetici siano stati usati per tali strutture belliche. La taglia indicata su queste strutture interne rappresenta la taglia effettiva dell'elmo in quanto talvolta possono essere montate cuffie di taglia errata cioè di misura maggiore rispetto alla taglia della struttura interna. Anche per questi codici sono state riscontrate differenze grafiche nell'ambito del medesimo codice (vedi ad esempio il codice FM).

## Filmato sulla fabbricazione dell'elmetto M33
Ad oggi esiste un unico filmato sulla fabbricazione dell'elmetto M33 girato a Firenze, quindi nella Pignone durante la seconda guerra mondiale. Anche se il montaggio del filmato non rispecchia l'effettiva successione delle varie fasi produttive è tuttavia interessante perché consente di visionare alcuni aspetti produttivi di questo elmetto, come ad esempio lo stampaggio del guscio, la tempratura, la misurazione del guscio in apposite guide metalliche (con eventuale restringimento del guscio stesso tramite morse manuali), la verniciatura.
http://www.criticalpast.com/video/65675036949_helmet-manufacturing-factory_workers-at-factory_machinery-at-factory_Italian-Army-helmets